# Basilinna (titel)
Basilinna ('drottning'), var titeln för makan till arkont basileios i antikens Aten. 
Titeln var vad som återstod av Atens forna drottningtitel och härstammade från den tid då Aten var en monarki vars kung agerade präst och drottningen prästinna, och var alltså en typ av prästämbete. Bland hennes uppgifter fanns att svära in Dionysos prästinnor, gerarai. Hennes viktigaste religiösa uppgift ska ha varit att ingå ett rituellt giftermål med Dionysos (eller hans representant) under denna guds festival i Boukoleion.